# Bahá'í

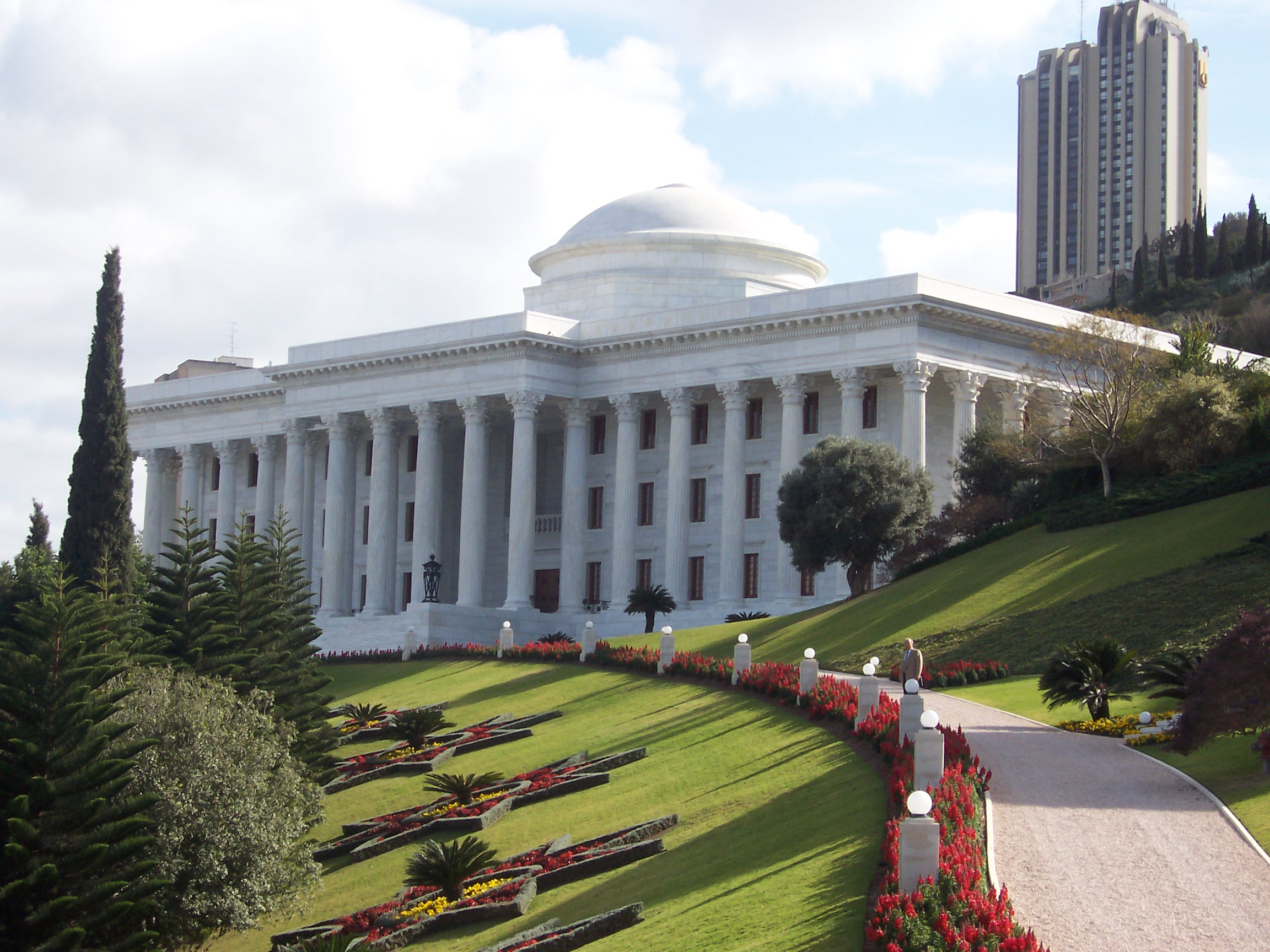
Sätet för Universella rättvisans hus, Haifa, Israel, det styrande organet i bahá'í-tron.

Bahá'í är en världsvid monoteistisk* uppenbarelsereligion av sydvästasiatiskt ursprung, grundad av persern Bahá'u'lláh i Bagdad 1863 som en direkt fortsättning på och utveckling av profeten Bábs (1819–1850) mission.
Tron har enligt egen utsago omkring 6–7 miljoner vuxna anhängare av olika nationaliteter, kulturella, språkliga och sociala bakgrunder. Antalet bahá'íer är närmare 10 miljoner om man som i många andra religioner räknar med alla omyndiga barn.
Ordet bahá (arabiska: بهاء) är ett substantiv som betyder prakt, strålglans, härlighet. Bokstaven i på slutet är adjektivbildande vilket innebär att ordet bahá'í avser en person som följer Bahá, det vill säga en bahá'í-troende. Den viktigaste bahá'í-litteraturen är översatt till 800 språk.

## Uttal
Bahá'í bör uttalas med tre stavelser, tydligt h och med långa a:n och i:n på slutet; ba-haa-ii. I västvärlden, inklusive Skandinavien, är uttalet "bahajj" vanligt. Bahá'í-tron finns i drygt 220 nationer och provinser.

## Bakgrund och allmän beskrivning
Bahá'í utvecklades ur den djupt samhällskritiska bábí-tron i det shiamuslimska Iran i mitten av 1800-talet. Bábí-tron förbjöds i Iran och därefter i det muslimska Osmanska riket och bábí-sektens grundare Báb arkebuserades 1850. Efter honom framträdde Mirza Husayn Ali Nuri  (1817 - 1892), känd som Bahá'u'lláh. Denne slog in på en utpräglad pacifistisk väg och menade att mänskligheten snart skulle vara mogen att utveckla en pacifistisk världsstat med rättvisa, välfärd, utbildning och andlighet som hörnpelare, där alla på planeten är samarbetande medborgare. Namnet bahá'í började således att användas under 1860-talet om den stora majoritet av bábíerna som följde Bahá'u'lláh, vilken ofta helt kort benämndes Bahá.

### Budbärare efter budbärare utvecklar Guds religion
Bahá'í-tron är en religion, men också en samhällslära innehållande en plan som andra kanske skulle kalla utopi. Báb och Bahá'u'lláh lärde att all "sann religion" kommer från en och samma andliga källa -- Gud. Allt eftersom människosläktet mognat har Gud lärt oss mer och mer. Genom historien har Gud ibland valt att sända en budärare till en särskilt utsatt region. Andra gånger har budbäraren givits en universell position,  som Jesus tillhörande en stor monoteistisk minoritet i ett jättelikt imperium. Guds avsikt var att en förändrad och kärleksfullare andlighet skulle spridas genom detta imperium. Bahá'íernas tro på Jesus skiljer sig från de kristnas. Budskapet i Nya Testamentet -- i den utsträckning detta är historisk korrekt -- är det gudomliga manifesterat. Det kyrkofäder och teologer kom fram till senare är inte en manifestation av gudomlighet. Jesus har en särskild ställning bland budbärarna, så även Bahá'u'lláh -- den förste budbäraren som uppenbarar sambandet mellan religionerna och deras profeter. Bahá'u'lláh var dessutom verksam i gryningen av kommunikationsåldern, medan bland annat judar, buddhister, hinduer, kristna och muslimer inte hade tillgång till tryckerier, telegrafi, radio, telefoni, flyg eller TV under deras respektive religions begynnelse.
Gud undervisar således mänskligheten genom en serie budbärare, vilka manifesterar det gudomliga. Genom denna serie av progressiv uppenbarelse har den mänskliga civilisationen utvecklats, även om det ibland gått snett. Guds manifestationer inkluderar, enligt bahá'í-tron, Adam, Noa, Abraham, Krishna, Zoroaster, Moses, Buddha, Jesus, Muhammed och Báb. Den senaste gudsmanifestationen är Bahá'u'lláh (1817-1892), som gav nya andliga och sociala läror för vår moderna tid, som han förutsåg skulle bli den världsomspännande samfärdselns era.

### "Guds sak": andligt världssamfund och fred
I denna kommunikationernas tidsålder är det, enligt Bahá'u'lláh, dags för mänskligheten att upptäcka och erkänna sin enhet, för att åstadkomma enandet av hela mänskligheten i en global stat, ett gudomligt inspirerat världsfederativt system som styr över en planet befriad från krigets förbannelse och där makten är rättvisans tjänare. Denna nya världsordning, detta stora mål, brukar även benämnas Guds sak bland bahá'íerna. Den kan inte åstadkommas vare sig av politiker eller militärer eller präster, utan genom en allmän höjning av det andliga tillståndet hos världens människor. 
Sann religion, menar Bahá'u'lláh, förädlar individerna och befattar sig med evigheten och frågor som samhörighet, tillhörighet och enighet. Politiken inriktar sig på de yttre omständigheternas värld, dess lösningar präglas av kortsiktighet och profilering genom splittring är dess enda möjlighet att överleva Med den andligt-administrativa plan Bahá'u'lláh uppenbarade som främsta redskap, har Gud satt igång historiska krafter som ska bryta ned fördomar och traditionella barriärer som religiösa, sociala, politiska, ekonomiska, könsberoende, etniska och nationalistiska fördomar.  Medlen är undervisning, etablerandet av nya institutioner (en gudomligt inspirerad administration), och att allt fler människor bistår de bahá'í-troende i denna "andliga globaliseringsprocess". 
Målet är en fredlig och rättvis värld – en global civilisation där en ny typ av gemensamma organ utvecklats motsvarande världsparlament, världsregering, världsdomstol och världsomspännande myndigheter. Samtidigt ska kraften i mänsklighetens och de förenade kulturernas mångfald utnyttjas, så det är ingen konformistisk, centralstyrd teokrati som ska byggas. I förlängningen kommer människan, genom andligt-vetenskapliga lösningar på olika utmaningar, att skapa ett paradis på jorden, förenad i sin andliga strävan, en civilisation av största harmoni och fulländning, en värld som återspeglar Guds egenskaper. Bahá'í är i denna mening en konkret utopi eftersom anhängarna förväntas ta på sig uppgiften att under de närmaste seklen utveckla och använda de verktyg som behövs för att realisera ändamålet. 
Läran är egentligen inte eskatologisk eftersom den av Bahá'u'lláh och 'Abdu'l-Bahá beskrivna enade planeten med en högt utvecklad andlig mänsklighet inte är historiens slut. Bahá'u'lláhs uppenbarelse sträcker sig inte mer än 1000 år framåt, då det förväntas komma ett nytt sändebud från Gud.

### Efter döden: odödlig själ på resa mot Gud
Bahá'í-tron är också en lära för individen, om att människan har en dödlig kropp och en odödlig själ som ständigt söker sig mot Gud. Vid kroppens död frigörs människans själ, och "föds" en andra gång, och till ett tillstånd bortom dimensionerna som vi inte kan föreställa oss. Gud är ett oändligt upphöjt väsen, men även människans själ är upphöjd, ett mysterium vars belägenhet är okänd. Begreppen himmel och helvete  är enbart symboler i bahá'í-tron, och är ingenting som verkligen existerar. Enligt Bahá'u'lláh finns det många "världar" som våra själar skall passera på resan mot Gud. Ansvaret för vår själs framåtskridande och utveckling vilar på våra egna axlar i detta liv, men när den frigjorts vid kroppens fysiska död är själen helt beroende av Guds barmhärtighet och bönerna från våra anhöriga och vänner. "Helvetet" för den själ som skadats av att människan under jordelivet medvetet varit ond består i att berövas Guds barmhärtighet och lyckan att umgås med andra själar. En sådan själ faller med tiden till existensens lägsta grader, vilket nästan, men aldrig någonsin helt, är andlig utplåning. Själens status påverkas inte av att en människa uppför sig illa på grund av kroppslig opasslighet och sjukdom. Exempelvis skadar inte elakhet som beror på sinnessjukdom själen, inte heller oförmåga att tillämpa själva religionen för den som är drabbad av svåra kroppsliga smärtor. Bahá'u'lláh brukade likna det vid att solen lyser och är lika stark även om molnen skymmer solen. Sjukdomar är som moln.

### Bahá'í-trons spridning från Iran till världen
Bahá’í-tron spreds till Brittiska Indien från 1870-talet. I Europa och Nordamerika introducerades tron under Bahá'u'lláhs son 'Abdu'l-Bahás ledarskap och till resten av världen under dottersonen Shoghi Effendis Beskyddarskap 1921 – 1957. Religionen har flest anhängare i Indien, USA, Iran, Vietnam och Kenya, samt ökar mest i Oceanien (i ö-nationer som Nauru, Tonga, Tuvalu och Kiribati) och i Afrika. Ett genomgående mönster som framgår av statistiken är att bahá'í-tron har störst framgångar i regioner där etniciteten är blandad och religionsfrågor inte är konfliktladdade. Det är inte ovanligt att par med olika etnisk och religiös bakgrund byter tro till bahá'í när de gifter sig.[källa behövs]
Bahá'u'lláhs hemland och Bahá’í-trons ursprungsland är det shiamuslimska Iran, och bahá'ís direkta föregångare var bábí-tron, en religion grundad av Siyyid `Alí Muḥammad Shírází, känd som Báb (Porten), 1844. Dennes direkta föregångare var shaykhierna, Shaykh Ahmad (1753–1826) och Siyyid Kázim (1793–1843), och redan dessa hade förklarats uteslutna ur islam av religiösa domstolar.  Förföljelse påbörjades redan en tid efter att Báb genom sina lärjungar under andra hälften av 1840-talet börjat sprida sitt budskap. Prästerskapet i Iran varken accepterade någon profet efter Muhammed eller att deras muslimska landsmän började konvertera. En egyptisk domstol fastslog på 1930-talet att bahá'í inte är en del av islam utan en självständig religion med egna heliga texter, traditioner och sätt att se på människan och Gud. Den unga tron vördar kristendomen, islam, judendomen och andra stora religioner och deras profeter, men anser att Bahá'u'lláh är den viktigaste av alla dessa eftersom han vänder sig till hela mänskligheten. Bahá'u'lláh har hos de bahá'í-troende status som uppenbarare av Guds budskap till den moderna människan, och han anses dessutom vara förebådad i samtliga världens religioners heliga skrifter. Religionen har sitt huvudsäte i Haifa i Israel eftersom Bahá’u’lláh i augusti 1868 deporterades till området av de osmanska myndigheterna.

## Enhetens och världsmedborgarskapets religion

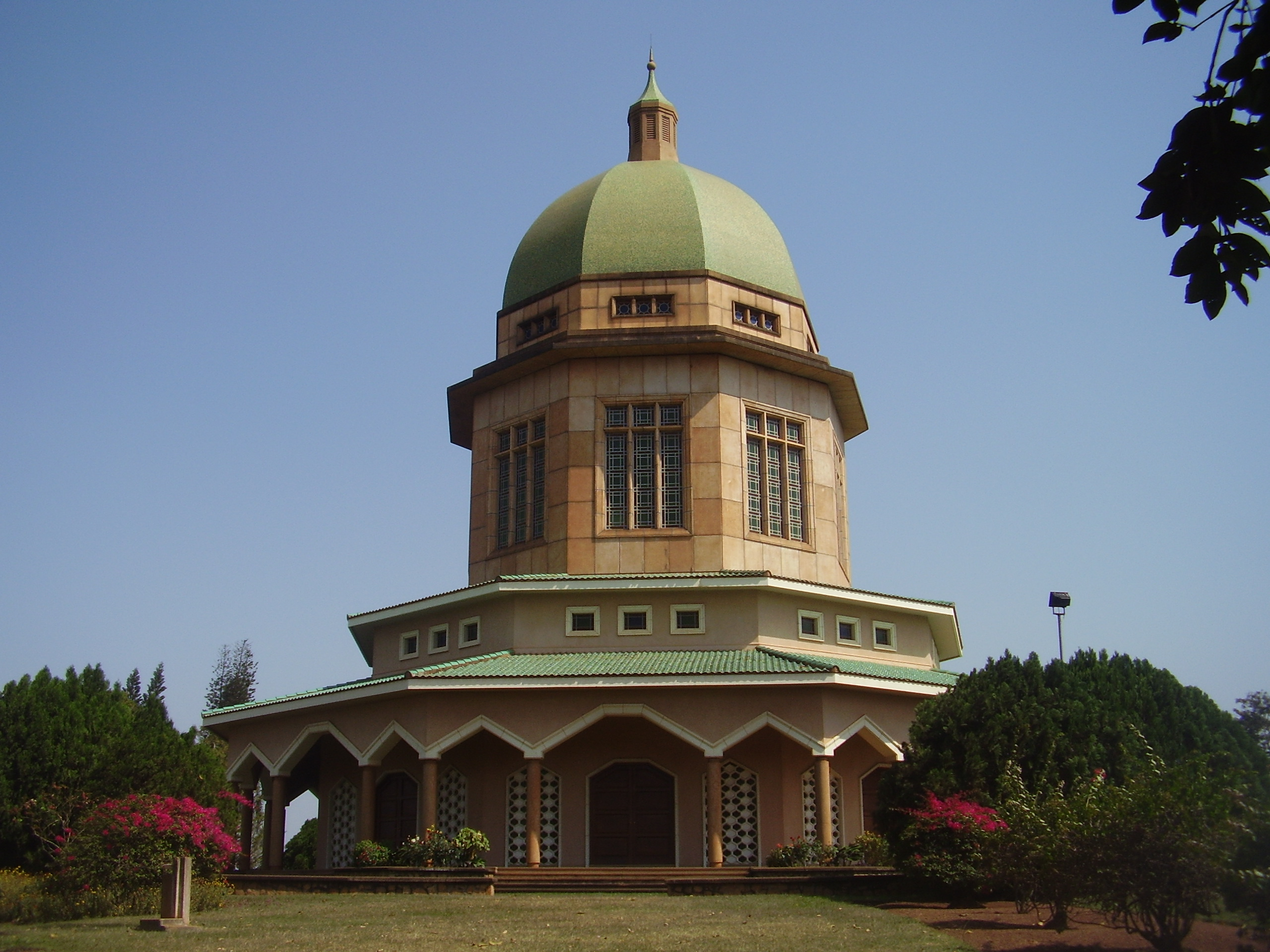
Bahá'í-templet i Kampala, Uganda.

Bahá’í-tron trycker starkt på endräkt, rättvisa, utbildning, jämställdhet och samförstånd. Huvudprincipen i Bahá'u'lláhs lära är "mänsklighetens enhet och helhet". Enheten mellan människorna, i betydelsen nära släktskap, finns redan inlagd i skapelsen, även om de flesta inte ser den. När mänskligheten upptäcker likheten, enheten, uppstår känslor av samhörighet och förståelse, och därefter full enighet om att skapa ett pacifistiskt världssamhälle. Bahá'í-trons avsikt är att förena hela världen i en gemensam tro och skapa en global civilisation på andliga grunder, och de troende arbetar redan på att lägga fast det grundläggande mönstret för Bahá'u'lláhs världsordning. Bahá'íerna arbetar för att få fler troende, men eftersom det knappast går att få hela mänskligheten att bli bahá'íer försöker man också undervisa om enheten och söker samarbete med religioner och organisationer med liknande uppfattningar. Anhängarnas arbete sker enligt femårsplaner och den största tyngdpunkten läggs för närvarande vid att utöka antalet befintliga lokala samfund i varje land och att vidareutveckla de samfund som finns genom olika insatser: studiecirklar, barnklasser, juniorklasser, andaktsmöten vid sidan av obligatoriska aktiviteter som att delta i val m.m.

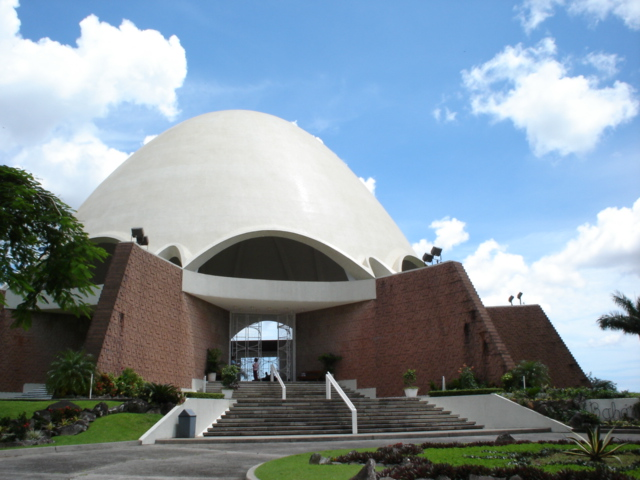
Bahá'í-templet i Panama.

Bahá'í betonar det gemensamma mellan religionerna, religionsgrundarnas budskap och mellan varje människa.  När Bahá'u'lláh och hans efterföljare säger att världens religioner är en, menar de inte att de olika religiösa trossatserna och organisationerna är desamma. De menar att all religion som predikar kärlek, medmänsklighet och fred har en och samma andliga källa (Gud). Alla Guds budbärare har successivt avslöjat glimtar av Guds religion, anpassade till mänsklighetens mognadsnivå och till förhållandena under den aktuella tidsperioden. Tillsammans är världens stora religioner ett uttryck för en enda pågående gudomlig plan, en oföränderlig tro, evig i det förgångna och evig i framtiden. Det har även uttryckts som att olika religioner är skilda klassrum i en skola som gradvis byggs ut när ny undervisning tillkommer, eller som en bok om människans gudstro som skrivits i årtusenden och där de olika kapitlen verkar vara ganska olika men där källan är en och densamma: Gud. En orsak är att äldre religioner har sjunkit ned i vidskeplighet, med ceremonier, tolkningar och dogmer som inte längre stämmer överens med den sanna undervisning deras respektive budbärare en gång levererade. Dagens tolkningar i äldre religioner är dessutom i disharmoni med de vetenskapliga upptäckter som gjorts, och religion och vetenskap är två verktyg som Gud gett människan för att se sanningen. Religion och vetenskap måste enligt bahá'í-tron gå hand i hand, vara i balans.
Bahá'u'lláh skriver att ett uns av Guds skönhet och ljus finns djupt inom varje människa på jorden, eftersom han har inpräglat sin avbild på henne och tänt sitt ljus inom henne. Genom att använda sig av religionsgrundare – eller gudsmanifestationer som Moses, Buddha, Jesus, Muhammed, Bahá'u'lláh m.fl. kallas bland de bahá'í-troende – kan Gud ge mänskligheten budskap relevanta för den tid de lever i och den plats de befinner sig på. När detta händer grundas i regel en ny världsreligion men i allmänhet även en civilisation. Enligt Bahá'u'lláh finns en princip om uppgång och fall, om vår, sommar, höst, vinter och en ny vår i allt, även när det gäller mänsklighetens andliga hängivenhet och samhällsutveckling.  Bahá'u'lláh skriver att samhället är nödvändigt för människan och påverkar hennes inre på samma sätt som jorden påverkar ett frö. Människan är fröet, samhället är jorden som tillhandahåller som den nödvändiga omgivningen för tillväxt. Den Sol som lyser på människornas själar och tillför nytt andligt liv är religionen. Religionen kan och har spårat ur, eller utnyttjats, för att tillfoga skada, men varje ny världsreligion har trots allt efterlämnat den mänskliga civilisationen mycket mera framskriden än den var innan. Idag befinner vi oss i en andlig vinter. De stora monoteistiska religionerna tycks ha stelnat och förlorat sin andliga kraft. Motsättningarna är stora och planeten och skapelsen skadad på grund av att människor i sin jakt på materiell lycka har hemfallit till rovdrift i stället för att hålla sig inom de måttlighetens gränser som Gud, enligt Bahá'u'lláh, har anbefallt. Men kommunikationerna är å andra sidan så utvecklade att ett budskap kan nå alla människor i princip samtidigt, och varje människa har möjlighet att meddela sig med vilken annan människa som helst på jorden. Världen var därför i behov av en gudsmanifestation och religionsgrundare i början av denna kommunikationsålder, en profet som för första gången talade till hela människosläktet. De bahá'í-troende anser att denna talesman för Gud är Bahá'u'lláh, som hade sin mest verksamma period mellan 1852 och 1892.

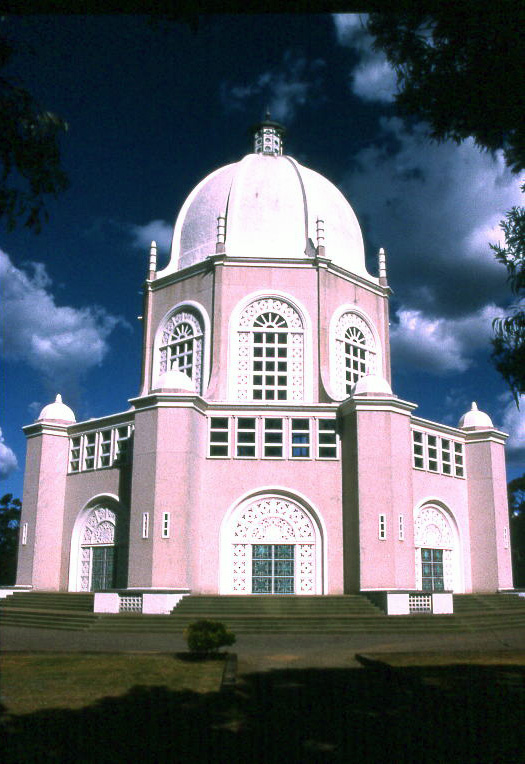
Bahá'í-templet i Sydney, Australien.

Bahá'í-rörelsen har som huvudmål att jordens nationer ska inse att de måste underordna sig ett demokratiskt, rättvist och långsiktigt hållbart världssamhälle byggt på religiös och vetenskaplig grund. Redan från början argumenterade Bahá'u'lláh för allmän nedrustning – han gjorde det åren 1864 - 1868 genom en stor mängd brev som översattes och sändes till kungar, presidenter och religiösa ledare världen över, och uppmanade dem att vara "rättvisa och vaksamma, bilägga sina motsättningar och reducera sina vapenarsenaler". Bahá'u'lláh betonade även nödvändigheten av återkommande fredskonferenser där ledarna från varje land träffas för att komma överens om en total nedrustning och ett nära samarbete för att lösa planetens alla problem. Han underströk särskilt betydelsen av att stormakterna kommer överens. Bahá'u'lláh var redan från början på det klara med att övergången från en materialistisk och nationalistisk värld till ett andligt upplyst samhälle är en process som kan komma att bli mycket svår. Om mänskligheten dröjer med omdaningen "ska svåra prövningar ansätta människorna från alla håll". David Hofman skriver: "Perioden är smärtsam och orolig för att vi, likt de flesta unga människor som närmar sig mogenhet, håller oss till ungdomens passioner och fördomar, bekymmerslöshet och bristande ansvar, när själens alla krafter trycker på för att uppnå sin ftilla arvedel. Vår syn på historien blir då att den är en naturlig tillväxtprocess som syftar till att föra människan, individen och samhället till mogenhet (...) Ur kaoset och förstörelsen träder det mänskliga samhällets slutliga form sakta och smärtfullt fram. Mänskligheten blir myndig."

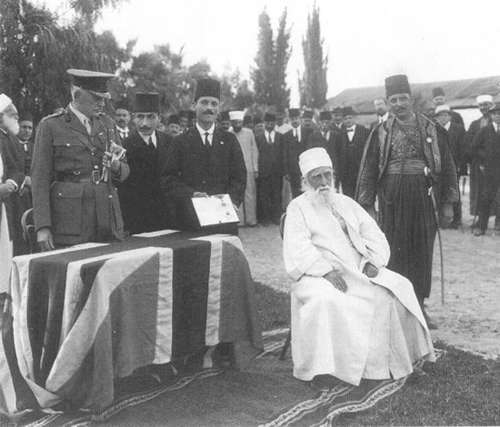
'Abdu'l-Bahá, son till Bahá'u'lláh, adlas av engelsmännen för sina humanitära insatser för befolkningen i norra Palestina under Första världskriget.

## Demografi och utbredning

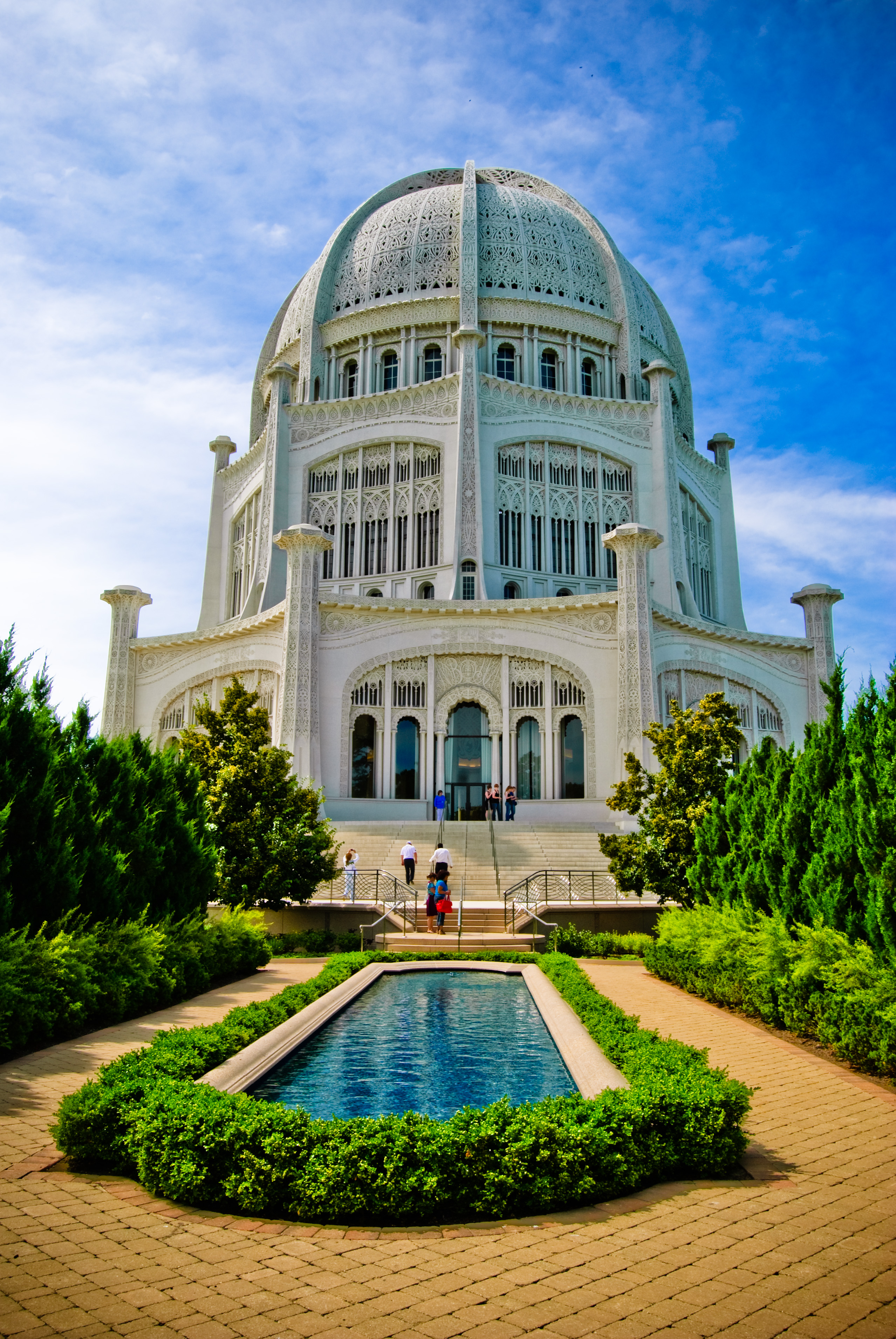
Bahá'í-templet i Wilmette utanför Chicago i USA.

Religionen är i antal länder räknat, den näst mest spridda religionen i världen efter kristendomen. Tron är etablerad i mer än 230 olika länder och territorier över hela världen, och trons heliga skrifter är översatta till över 800 språk. Bahá'íerna kommer från över 2 100 etniska grupper och är totalt omkring 6 miljoner–7 miljoner i antal. I Sverige finns knappt 1 000 bahá'ítroende.
De flesta bahá'íerna finns i Indien (1,8 miljoner), USA (0,8 miljoner), ursprungslandet Iran (470 000), Vietnam (360 000), Kenya (310 000), Bolivia (270 000) och Sydafrika (260 000). Flest bahá'íer i förhållande till folkmängden finns framför allt i de små öländer i Stilla Havet samt i andra länder som haft en kraftig invandring av människor med olika religiös bakgrund: Nauru (10 %), Tonga (6,1 %), Tuvalu (5,9 %), Kiribati (4,7 %), Tokelau Islands (4,4 %), Kokosöarna (3,8 %), Bolivia (3,3 %), Falklandsöarna (3,0 %), Vanuatu (3,0 %), Belize (2,8 %), Samoa (2,5 %), Guyana (2,2 %), Förenade arabemiraten (2,0 %).
Bahá'í-tron har bara en huvudinriktning. Vid den kris som uppstod när trons "beskyddare" Shoghi Effendi hastigt avled 1957 utan att ha utsett någon efterträdare och utan att det tänkta Universella rättvisans hus etablerats, tillsatte gruppen Guds saks händer en styrgrupp på nio personer som benämndes Sakens väktare eller helt kort Väktarna. Bland dessa väktare fanns Charles Mason Remey som 87 år gammal 1960 gjorde anspråk på att vara Shoghi Effendis efterträdare som trons beskyddare. Det är oklart om Remey, arkitekten som skapat flera av trons tempel, så kallade Tillbedjans hus, drevs av oro för bahá'í-trons framtid eller av maktbegär. Hans anspråk ledde emellertid till en konflikt med Shoghi Effendis änka, Ruhiyyih Khanum, som han inte kunde vinna. Remey och ett hundratal anhängare förlorade sitt medlemskap i bahá'í-samfundet. I övrigt har, nästan enbart i USA, några få organisationer som opponerar sig mot "Haifa-bahá'íerna", kommit och gått. Eftersom opponenterna utgör mindre än en promille i förhållande till det internationella bahá'í-samfundet finns det bara en huvudinriktning.
Bahá'í-tron blir ofta uppmärksammad som eller anklagad för att vara FN:s religion. Med detta avses inte att det bland de tjänstemän som arbetar för FN skulle finnas fler bahá'í-troende än normalt, utan att bahá'í-tron och FN har många gemensamma mål och att FN finner bahá'í-samfundet är lätt att samarbeta och komma överens med. Bahá'í International Community har kontor och representanter vid FN i New York, Genève, och Bryssel, vid EU, samt vid FN:s regionala kommissioner i Addis Abeba, Bangkok, Nairobi, Rom, Santiago och Wien. Internationella Bahá'í-samfundet har dessutom som organisation konsultativ status hos ECOSOC, Unicef och andra FN-organ, och ett mycket nära samarbete med WHO och UNEP.

## Bahai i Sverige
21-26 juli 1953 hölls den tredje interkontinentala konferensen för spridandet av bahá'í-tron i Europa. I denna deltog 377 troende från över 30 länder i möten som hölls på Medborgarhuset (Södermalm, Stockholm). På det öppna mötet i Stockholms konserthus deltog närmare 700 personer. I slutet av konferensen mottog man brev från kung Gustaf VI Adolf med tack för att han erhållit ett exemplar av jubileumsboken från konferensen.
Bahá'í-tron har relativt liten spridning i Sverige (Jokkmokk och Kiruna som lyder under Norge i bahá'í-sammanhang). 20 mars 2012, fanns 907 bahá'í-troende från 21 år och uppåt som skrivit på medlemsförklaringen i Sverige. Det var en ökning med 12 personer jämfört med året innan och med 90 personer sett över en tioårsperiod. Tron var starkast i Sverige i början av 1970-talet, då antalet vuxna medlemmar var över 1.200 personer. 2012 fanns det 108 kommuner med bahá'íer i Sverige och 22 av dessa hade minst nio vuxna medlemmar och uppfyllde därmed villkoren för att få bilda lokala andliga råd. Ungdoms-, junior- och barnverksamheten omfattar drygt 500 personer, varav en tredjedel har minst en bahá'í-troende förälder. I Storstockholm har ett så kallat kluster, Svenska Bahá'í-samfundet, bildats, en storleks- och kunskapsmässigt starkare organisation som utvecklas på lokal nivå.
BIDAS är ett organ under Svenska bahá'í-samfundet som arbetar med Internationella utvecklingsprojekt i samarbete med lokala organisationer.
Två utvecklingsprojekt har samfinansierats av Forum Syd/Sida och Svenska bahá'í-samfundet, ett i Indien och ett i Bolivia. Verksamheten i Sverige erhåller inte statsbidrag från Myndigheten för stöd till trossamfund. Bahá'í har en representant i Sveriges interreligiösa råd.

## Tro

Den allmänt vedertagna kalligrafiska symbolen för bahá'í. Den översta vågräta linjen representerar Gud och Himlen. Den nedersta vågräta linjen representerar mänskligheten. Den mittersta vågräta linjen symboliserar Guds Uppenbarare som förmedlar Guds ord till mänskligheten. De två femuddiga stjärnorna står för bahá'í-trons profeter Báb och Bahá`u`lláh.

### Guds enhet
Bahá'íer tar liksom muslimer och judar avstånd från kristendomens tes om treenigheten (Fadern, Sonen och Den Helige Ande). Gud är en, och så stor att människan, med sitt begränsade intellekt och ännu bara måttligt utvecklade andliga förmågor, inte kan omfatta honom med sitt förstånd. Bahá'íer ser Gud som det enda verkliga i den andliga sfären – inte ens himlen ska tolkas som en verklig, helig plats, utan som en symbol för innerlig samvaro med Gud. Själens mål är en så intim samvaro att den till slut ingår i en andlig enhet med Gud – en tankegång som även finns i den sufism som bahá'í har en del av sina rötter i. Samtidigt som bahá'íerna avvisar treenighet accepterar de att Jesus beskriver sig som "sonen" till Fadern i himmelriket.

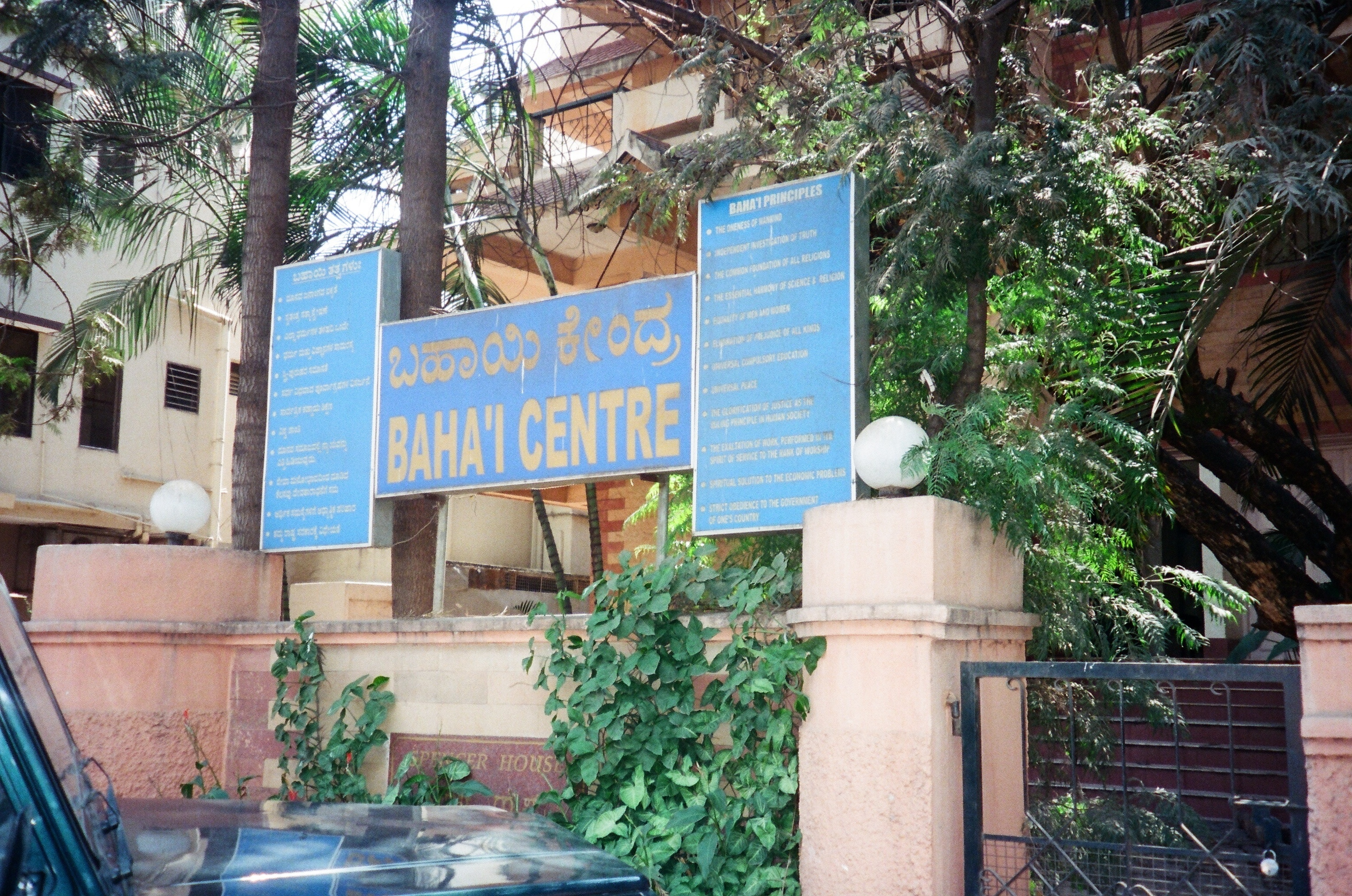
Bahá'í-center i Bangalore i Indien.

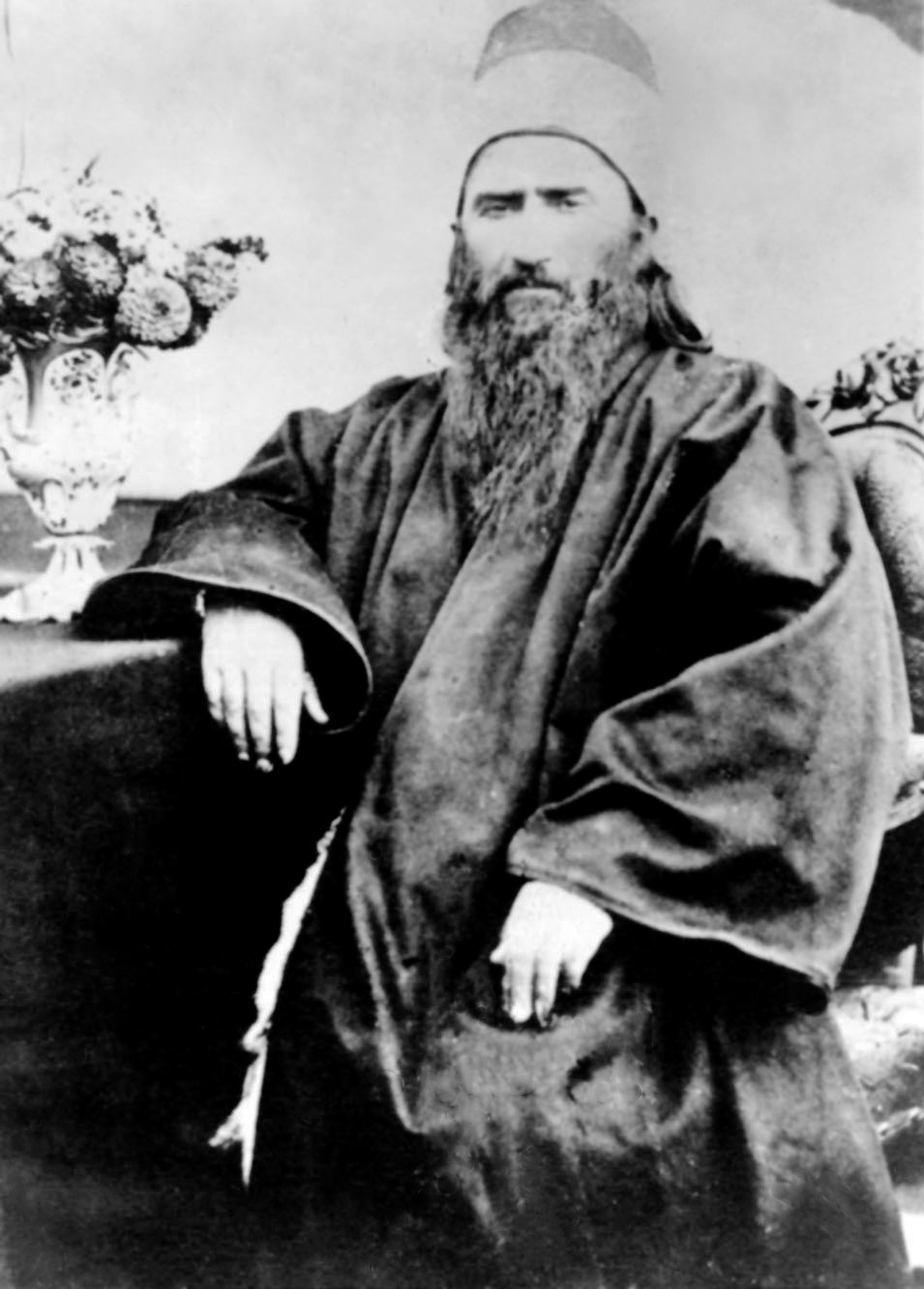
Bahá'u'lláh pacificerade och reformerade kraftigt bábítron och från slutet av 1860-talet hette religionen bahá'í. Merparten av bábíerna följde Bahá'u'lláh, men en liten minoritet följde Bahá'u'lláhs halvbror Mírzá Yaḥyá Núrí (Subh-i-Azal) och kom att kallas azalis.

Bahá'íer tror på en enda, oförgänglig Gud, skaparen av alla ting; alla varelser och krafter i universum. Guds existens tros vara evig; utan början eller slut, och beskrivs som en personlig Gud, källan till alla uppenbarelser, allvetande, allestädes närvarande och allsmäktig. Gud uttrycker sin vilja på många sätt men framför allt genom de människor han utser till uppenbarare av sitt budskap och därmed även till religionsgrundare. I bahá'í-terminologin kallas en sådan människa för gudsmanifestation, ett begrepp som någorlunda motsvarar profet, sändebud, budbärare, Guds son, osv. i andra religioner.
Enligt bahá'í-tron kan människan känna och älska Gud genom bön, samt genom daglig läsning av heliga skrifter och begrundande av textstycket. Inget hindrar den bahá'í-troende att läsa Bibeln, Koranen eller andra skrifter som uppenbarats av tidigare gudsmanifestationer. Bahá'í-tron är kanske den enda religionen som erkänner nästan alla andra större religioner och deras heliga skrifter som sanna, legitima och fullvärdiga.

### Religionens enhet
Bahá'u'lláh betraktar världsreligionerna som i grunden samstämmiga, men de har förmedlats till mänskligheten i olika tidsåldrar med uppskattningsvis 500 – 700 år mellan varje manifestation av det gudomliga. I den genomgång som Shoghi Effendi gör utifrån Bahá'u'lláhs skrifter i boken God Passes By omnämns endast de historiskt kända grundarna av uppenbarelsereligioner: Moses (judendom), Zoroaster (zoroastrism), Jesus (kristendom), Muhammed (islam), Báb (bábísm), samt Bahá'u'lláh (bahá'í). I sina skrifter nämner inte Bahá'u'lláh Buddha, Shiva, Krishna, Amida, Konfucius, Lao Zi, Mahavira eller andra, liknande stora östasiatiska tänkare inom det religionsfilosofiska spektrumet. Fokus är istället på religionsgrundarna av de abrahimitiska religionerna och zoroastrismen.  Hans son 'Abdu'l-Bahá lade till Buddha och Krishna som verkliga gudsmanifestationer. Dessa, och oräkneliga tidigare profeter som fallit glömska, har enligt bahá'í-tron inte startat helt olika religioner utan förmedlat successivt utvidgade kunskaper till mänskligheten som ett led i evolutionen av sann religion som kommer från en och samma källa. Om man skalar av religionerna alla felaktigheter som medvetet eller omedvetet lagts till av profeten själv, av människor som levde årtionden eller sekel efter profeten, när de heliga skrifterna förmedlades muntligt eller kopierades för hand, är slutsatsen, enligt bahá'í, att det bara finns en religion – Guds religion. 'Abdu'l-Bahá sade under ett besök i Paris, när han skulle träffa ledarna från en rad olika sekter, att det inte är givet att en kristen eller en bahá'í-troende ligger bättre till hos Gud efter döden, än vad en buddhist eller muslim gör.
Det är inte är möjligt att födas in i bahá'í- tron, vilket är fallet i vissa andra religioner. Även om föräldrarna är bahá'í-troende förutsätts den unge studera olika trosriktningar och själv komma fram till sin tro. Bahá'í blir man genom att som vuxen underteckna en förklaring där man erkänner Bahá'u'lláh som den nuvarande religionsordningens budbärare från Gud. Det långsiktiga målet för världens bahá'íer är en vetenskapligt, ekonomiskt, andligt och kulturellt högstående världscivilisation, som ger människorna optimala möjligheter att utvecklas. Målsättningen för individen är att utveckla de själsliga förmågorna så långt som möjligt under jordelivet, och dessutom under själens fortsatta närmande till Gud efter kroppens död.

### Mänsklighetens enhet
Man betonar att alla människor hör ihop, de är "löven på Guds träd" och något andra träd för "otrogna" finns inte. Mänskligheten är en; man föreställer sig att en världsomspännande medvetenhet om mänsklighetens enhet kan utvecklas till en känsla av samhörighet, därefter samförstånd, enighet och slutligen att mänskligheten skakar av sig nationalismen på samma sätt som man skakat av sig stammentaliteten, och tar ett gemensamt beslut att skapa ett världssamhälle. Detta världssamhälle präglas av "enhet i mångfald" (på engelska "oneness in diversity"), vilket betyder harmonisk endräkt mellan människorna med full frihet för kultur- och åsiktsmångfald. Detta utgör enligt bahá'í-tron inte innebär någon motsättning om sann religion och sann vetenskap läggs till grund för nästa steg i civilisationen. "All sann religion har samma andliga källa – en god och kärleksfull Gud", heter det i några bahá'í-böner. Om vetenskap, och vetenskap i harmoni med Gud, har Bahá'u'lláh skrivit att "vadhelst som leder till minskandet av okunnighet och ökandet av kunskap har varit, och kommer alltid att förbli godkänt, inför skapelsens Herre." Det finns således en progressivitet i bahá'í-tron i det att den förklarar att slutmålet universalitet vad gäller människans andliga förståelse och planetens styrelseskick med evolutionär religion förmedlade av serie manifestationer av den gudomliga viljan som medel. Framtidssamhället brukar benämnas enhet i mångfald, vilket betyder ett världssamhälle i harmonisk endräkt som tillåter, uppmuntrar och hämtar styrka ur mänsklighetens kultur- och åsiktsmångfald. Mänsklighetens enhet syftar på endräkt och inte på konformitet. Mångfalden skall tas tillvara. Olika människor har skilda förmågor och anlag som det är viktigt att utveckla och ta tillvara, något som inte sker idag eftersom många begåvningar inte ens får en grundläggande utbildning om de bor i "fel" del av världen.
| ” | Centralt … är Bahá'u'lláhs tanke att mänskligheten ska ses som en organism. Han säger vidare: "Jorden är endast ett land och mänskligheten dess invånare." Ett sådant uttalande kan inledningsvis tyckas harmlöst, när det i själva verket är oerhört radikalt, därför att det fordrar en identitetsförskjutning mot världsmedborgarskap, en förskjutning där den nationella identiteten underordnas ett globalt tänkande och en global identitet, där mänskligheten blir redo att frigöra sig från nationella egenintressen för att i första hand se till mänskligheten som en helhet. | „ |

Den globala tanken har lite att göra med dagens globalisering, där transaktioner, produktionsflöden och informationsteknologi har intagit planeten, medan de vanliga människorna inte alls har hunnit med utan i princip hamnat utanför processen och reagerat genom att bygga murar och skapa alltfler nya nationer. Bahá'í-trons världsfederation utgår ifrån att människan är den viktigaste pusselbiten i det världssamhälle som ska byggas. Människor, kärlek, frihet från krig, orättvisor och motsättningar, utbildning, jämställdhet, insatser för miljön och mot klimatförändringar är påtagliga byggstenar. Valutaflöden, aktiekurser samt programspråk och script är möjligen verktyg, men de har i sig inte några bestående värden och saknar ensamma den substans som krävs för att ena en värld där  människor kommer ges fullt medborgarskap med samma rättigheter och skyldigheter. Det finns inget uttalat krav på att alla ska bli bahá'í-troende, även om det ändå outtalat förutsätts.

## Religiösa principer och regler

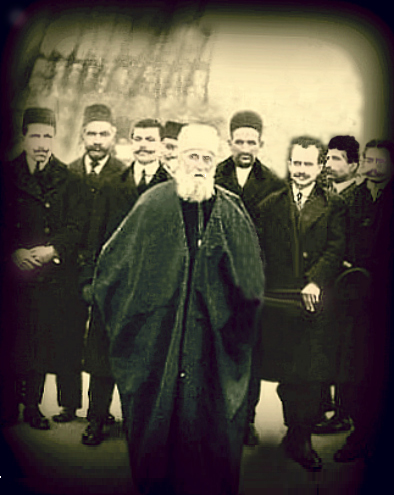
'Abdu'l-Bahá besökte Europa och USA 1912-13 för att sprida den nya tron. Här i Paris.

Enligt bahá'í gör Gud sin vilja känd för människorna via Gudsmanifestationer eller Guds Budbärare, som Moses, Buddha, Jesus och Muhammed, vilka anses successivt ha avslöjat mer och mer av Guds planer för mänskligheten. Den nuvarande religionsordningen, som kommer antas förändra världen totalt, startades av Báb och Bahá'u'lláh. Varje människa måste själv övertyga sig om sanningen i Bábs och Bahá'u'lláhs budskap genom oberoende sökande efter sanningen, och då måste den enskilde frigöra sig från fördomar och vidskepelse. Bahá'u'lláh menar att religion och vetenskap måste vara i harmoni. Om Guds religion får vara grunden för samhället kan världen utvecklas till ett paradis.

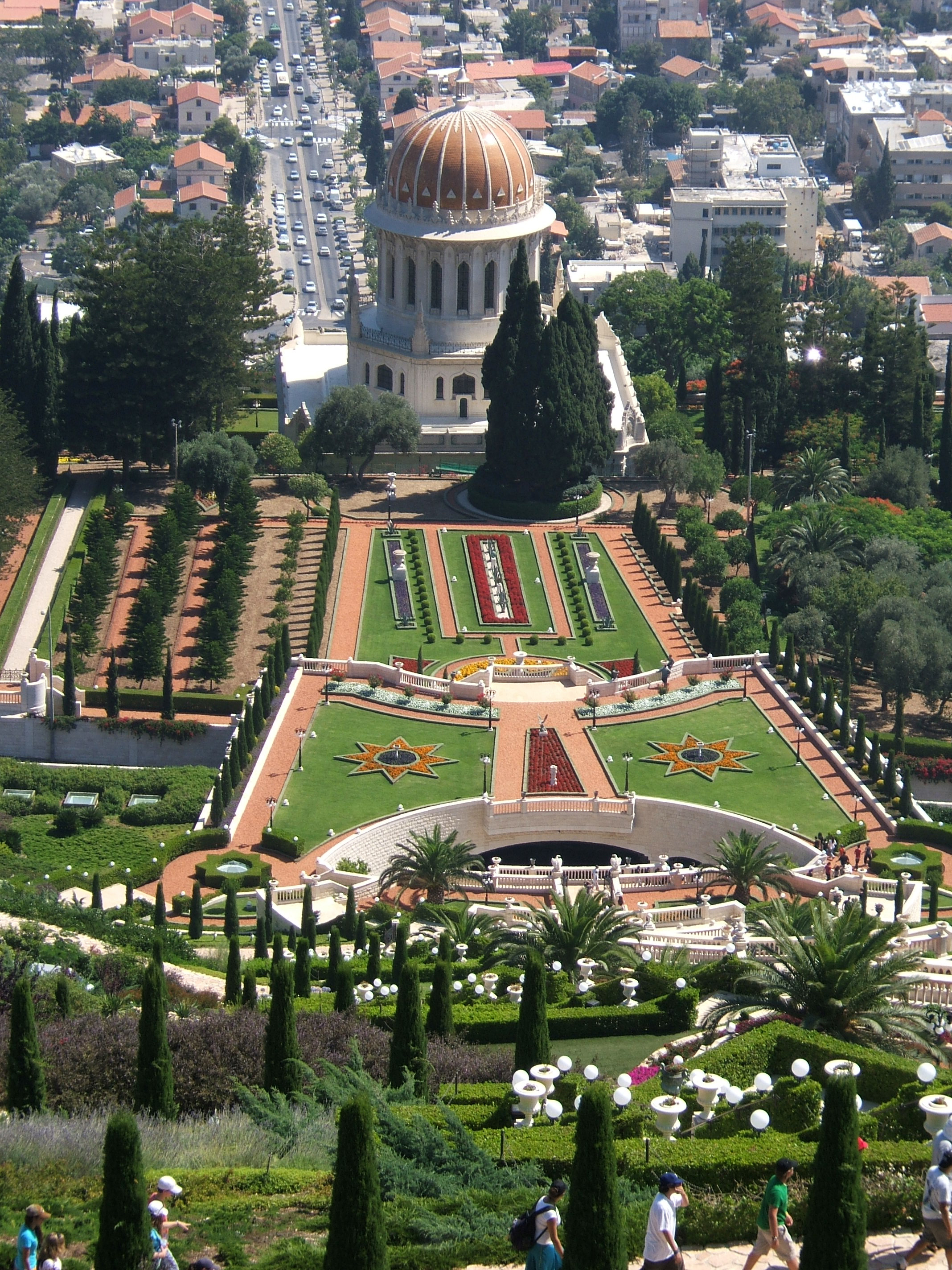
Bábs helgedom med terrasser och trädgårdar sedda från Karmelberget med staden Haifa nedanför.

De förbud mot att döda, skada, stjäla, ljuga, bedraga som finns i de flesta religioner betonas starkt i bahá'í-skrifterna. Vad det innebär att vara bahá'í har summerats i följande punkter:
- Helhjärtad och fullständig hängivenhet till Gud
- Tro på att Guds senaste budskap till mänskligheten har uppenbarats av Bahá'u'lláh[100]
- Att vörda Kristus, Muhammed, Moses, Buddha och de övriga profeterna/grundarna av religioner och att ha en uppriktig kärleksfull hållning till deras anhängare
- Att lära känna Gud och att älska Gud
- Daglig obligatorisk tillbedjan, daglig läsning av de heliga skrifterna, aktivt engagemang i samfundets arbete
- Avskiljande; att om det behövs kunna lägga alla själviska och världsliga begär åt sidan
- Obetingad lydnad för Guds bud även om man inte förstår dem
- Tjänande: det enda sättet att tjäna Gud är att leva sitt liv till gagn för medmänniskorna och den övriga skapelsen, och enligt Bahá'u'lláh har mänskligheten nu kommit så långt att den kan göra världen till en mycket god plats.
- Att med glädje delge Bahá'u'lláhs lära och principer för samhällsbyggande till dem som är mottagliga och önskar höra den
- Hövlighet och vördnad
- Avhållsamhet från klander, förbud mot att förtala
- Ödmjukhet
- Sannfärdighet och ärlighet
- Självförverkligande; att ge rikliga uttryck åt sina inneboende goda anlag och avskilja sig från de mindre goda och direkt dåliga sidor som vi alla kämpar med.

Bahá'íer ser inte "himlen" och "helvetet" som platser, utan som symboler för den kondition själen befinner sig i efter den fysiska kroppens död. Gud är obunden av rummet, tiden och andra begränsande dimensioner och kan inte sägas "bo" någonstans, och detsamma gäller våra själar, som är den "gudomliga" delen av oss.  Själen fortsätter att utvecklas efter döden, och de efterlevandes böner anses ha stor betydelse för de avlidnas själar och dessas resa mot Guds omedelbara närhet.
Det finns inga gudstjänster utan bahá'íerna arrangerar i stället "19-dagsfester" var nittonde dag. Dessa består av en religiös del, en administrativ del och en social del. Bahá'í-kalenderns sista månad Upphöjdhet är en fasteperiod som omfattar 19 dygn. Fastan syftar bland annat till att återuppliva själen och förnya det inre, andliga livet efter det gångna året. Därefter firas nyåret vid vårdagjämningen. Året börjar vid solnedgången den 20 mars eftersom varje nytt dygn börjar vid solnedgången i bahá'í-tron (liksom inom islam och judendomen).
Årets största religiösa högtid är Ridván, 21 april–2 maj. Den firas till åminnelse av att Bahá'u'lláh år 1863 trädde fram under denna period och genom en serie tal i trädgården Ridván i Bagdad offentligt förkunnade att han var vår tids budbärare av Guds vilja.

## Lärosatser

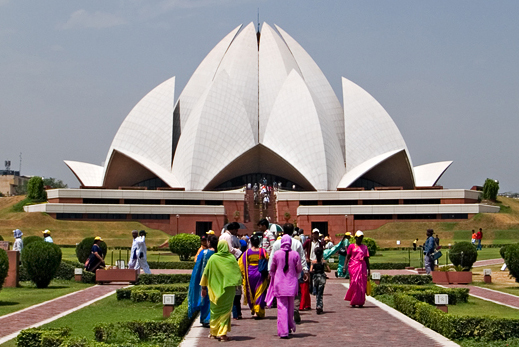
Det så kallade Lotustemplet i New Delhi i Indien invigdes den 24 december 1986 inför bland annat 8.000 bahá'íer tillresta från alla världsdelar. Internationella bahá'í-samfundet har som målsättning att inledningsvis resa ett Tillbedjans hus (eng: Houses of Worship) på varje kontinent och det i Bahapur i New Delhi var det sjunde och senaste i ordningen av de Tillbedjans hus som står kvar. Alla bahá'í-tempel har nio ingångar – en symbol för att människor av alla religioner är välkomna att be sina böner eller läsa ur sina respektive heliga texter. Några bahá'í-gudstjänster hålls inte, men bland annat utbildnings- och sjukvårdsinrättningar byggs i anslutning till templen. Bahá'í-templen är populära att gifta sig i, även bland icke-bahá'íer.

Samhället är idag snedvridet och materialistiskt. Alltför många människor har vare sig kunskap om sin egen andlighet eller om den grundläggande enheten mellan alla människor. Det sanna systemet måste, enligt bahá'í-tron, baseras på kärlek och medkänsla, rättvisa, jämlikhet och moral/en värdegrund. Om religionens lampa skyms blir resultatet kaos och förvirring. För att förstå bahá'íernas målsättningar vad gäller mänskligheten och deras högstående framtida samhälle, kan följande av deras grundtankar om hur universum fungerar vara till nytta:
- Gud, som är ett odelbart andligt väsen som det bara finns ett av, är den ursprungliga skapande källa som är universums yttersta orsak och syfte. Gud är någonting långt bortom människans fattningsförmåga. Gud är osynlig och kan inte förkroppsliga sitt väsen och avslöja det för människorna. Den del av Guds vilja som berör mänskligheten kan enbart förmedlas av hans sändebud här på jorden: gudsmanifestationerna.[104][105]
- Skapelsen är utan början och slut, inte evig utan snarare så att tid inte existerar för Skaparen, dvs. Gud.
- Utvecklingsläran – vetenskapens upptäckt att Jorden började utvecklas för närmare sju miljarder år sedan och att mänsklighetens tidigaste förfäder levde för omkring sex miljoner år sedan, accepteras till fullo.
- Det är andliga impulser som ger upphov till nya civilisationer och kulturer
- Religiös ''uppenbarelse'' är progressiv – mänskligheten får ny kunskap varje gång Gud använder sig av en ny gudsmanifestation.
- Den uppenbarelse som en specifik gudsmanifestation förmedlar är i överensstämmelse med den aktuella tidens behov och mänsklighetens grad av mognad vid denna tidpunkt. Bahá'u'lláhs uppenbarelse är m.a.o. fräschast.
- Gud förkroppsligar sig aldrig. Han antar aldrig mänsklig gestalt och går på jorden. Jesus var m.a.o. inte Gud.
- Mänskligheten som helhet utvecklas kontinuerligt även andligt, men den kan också språngvis nå en högre utvecklingsnivå, och dessa processer har i grunden andliga drivkrafter.
- Två av Guds gåvor till mänskligheten är den andliga respektive den intellektuella förmågan.
- En människas handlingar ger effekter både på samhället och för individens egen själ. Religionen är inte bara ett medel för den troendes egen andliga perfektion och själsliga utveckling, utan erbjuder också en väg att tjäna andra genom att medelst olika insatser bidra till en ständigt framåtskridande harmonisk andlig och materiell civilisation
- Den bästa förutsättningen för en bra utveckling är när harmoni råder: Mellan religion och vetenskap, mellan man och kvinna, mellan människans materiella och andliga natur, mellan nytänkande och erfarenhet, etc
- Utbildning och alltfler människor som har en värdegrund (aktivt i sina liv tillämpar dygder som aktsamhet, ansvar, medkänsla, respekt, rättvisa, självkontroll, tolerans, tro, ärlighet, m.fl.) innebär att förbättringar av samhället underlättas och att alltfler människors slumrande förmågor och anlag kommer i dagen.

Följande principer används ofta som en snabb sammanfattning av bahá'í-läran. Grundsatserna härrör från sammanställningar i böcker, skrifter, brev och annat material som härrör från Bahá'u'lláh, tal och skrifter av 'Abdu'l-Bahá där han strukturerade det fadern Bahá'u'lláh skisserat i sina otaliga böcker, brev och tafletter. 'Abdu'l-Bahás dotterson Shoghi Effendi fortsatte sedan arbetet med att strukturera läran under sin tid som Beskyddare 1921-1957, och Universella rättvisans hus har med hjälp av Internationella undervisningscentret fortsatt arbetet. Förteckningen är inte auktoritativ, och en mängd liknande listor med 9-15 punkter finns i omlopp i böcker, studiematerial och på webbplatser. Orsaken är att Bahá'u'lláh inte lade fram en komplett plan för hur, vad och när olika saker skulle ske. Han ses i stället som den katalysator Gud använde sig av för att sätta igång den tidsålder som skulle leda fram till att mänskligheten skapar ett paradis på jorden. Planen tar således en fastare form allt eftersom, och det visar sig med tiden vilka institutioner och sociala förändringar som behövs och vad som måste förändras. De tre första principerna – om enhet – uttrycker det centrala i bahá'í-tron; det är tillstånd som redan råder, inte något som ska förverkligas, men alla människor känner inte till enheten, vilket är en orsak till de bahá'í-troendes plikt att undervisa. I övrigt har inte principernas placering på listan ingen betydelse när det gäller deras tyngd, och här handlar det om att komma överens om olika mål, dvs. enighet och inte enhet.

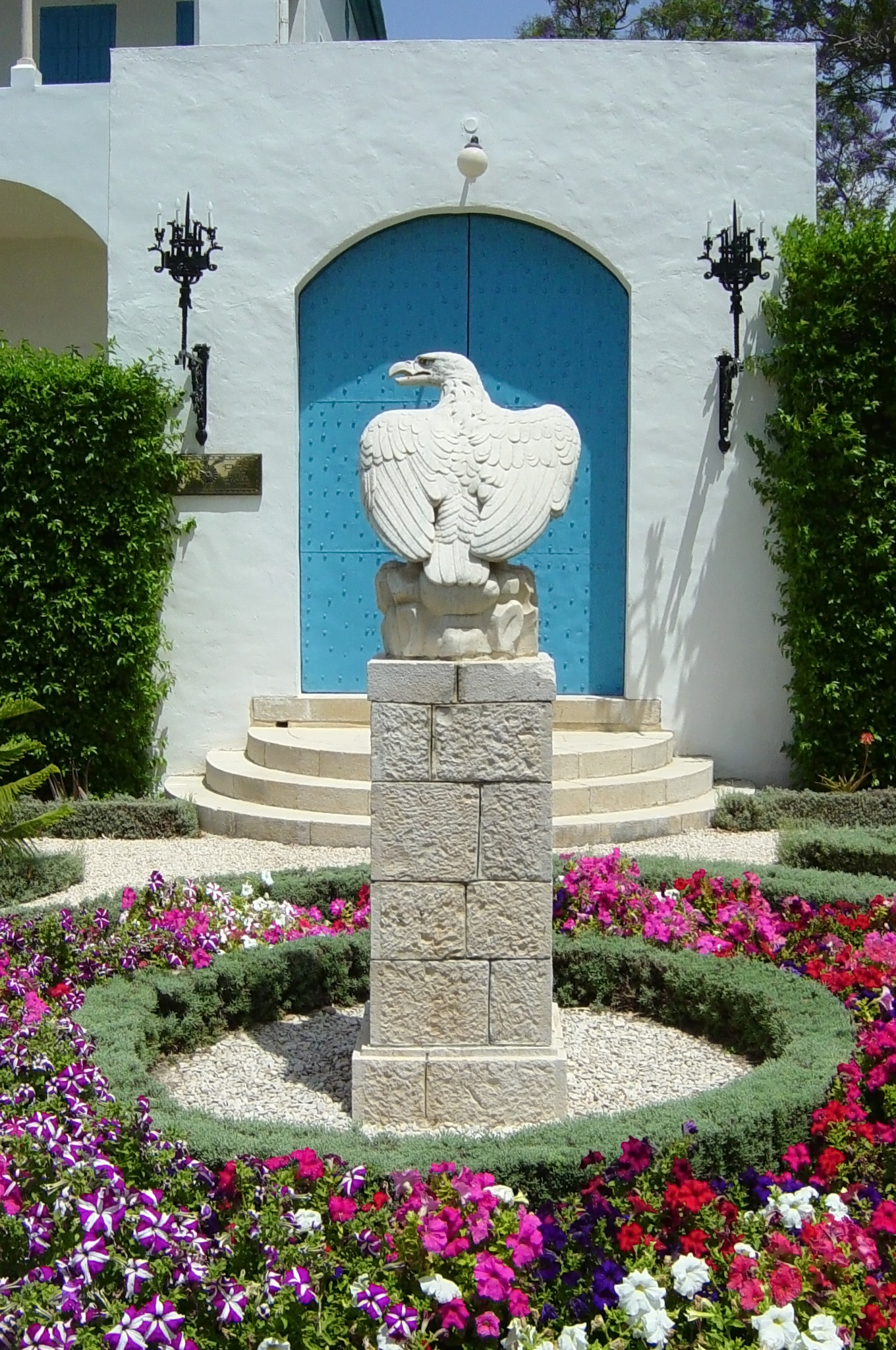
Detalj från Bahji, gården utanför 'Akká där Bahá'u'lláh tillbringade sina sista år. Örnen härrör från en profetia i Jesajas bok: "Jag kallar på örnen från öster, från fjärran land honom som verkställer mitt beslut." (Jes. 46:11)

1. Guds enhet och odelbarhet (Gud kan inte delas in i olika personligheter eller egenskaper, treenighetstanken förkastas)
2. Religionernas enhet (alla uppenbarelsereligioner är i grunden överensstämmande vad gäller tron på en enda, obeskrivbar, oändlig Gud och skapare men skiljer sig skarpt från varandra när de religiösa på olika sätt försöker förmänskliga Gud för att göra honom förståelig; alla religioner handlar om en ofattbart upphöjd och komplex andlig verklighet som människan endast vet ytterst lite om)
3. Mänsklighetens enhet (alla människor är i grunden lika varandra oavsett om de förstår det eller ej) i mångfald (mänskligheten svarar dessutom för en mångsidighet och variationsrikedom som bör skyddas och tas till vara)
4. Rättvisa ur ett globalt perspektiv, och därmed universell jämställdhet, jämlikhet, lika rättigheter och skyldigheter
5. Avskaffande av alla former av fördomar
6. Universell nedrustning och världsfred, internationalism eller universalism
7. Harmoni mellan religion och vetenskap
8. Möjlighet att fritt och självständigt undersöka vad som är sanningen (till exempel om Bahá'u'lláh verkligen är vår tids profet)
9. Allmän och obligatorisk utbildning i alla delar av världen
10. Ett universellt andraspråk som talas av alla på jorden vid sidan av modersmålen
11. Icke-inblandning i politik, i synnerhet partipolitik, samt lydnad för en korrekt och i laga ordning bildad regering i det land man bor i[109][110]
12. Avskaffande av extrem rikedom och fattigdom
13. Internationalism eller universalism: mänskligheten har nu, slutligen, de verktyg den behöver för att införa världsfred och för att skapa en högstående världscivilisation i syskonskapets och kärlekens anda. Andligt inspirerade lösningar på ekonomiska och ekologiska problem. Idag orsakas dessa och andra problem av anti-dygder som girighet, egennytta, ansvarslöshet, nationalism, otacksamhet, splittring, rivalitet, omåttlighet, vanvördighet. Människans möjligheter består i att ersätta dessa med dess motsatser, som en vilja att dela, altruism, ansvarsfullhet, universalism, tacksamhet, enhet, samarbete, måttfullhet, vördnadsfullhet etc.

## Ritualer
Bahá'í är en religion med få ritualer. Det finns inget prästerskap och inga sakrament.
- En kort äktenskapsvers läses
- Några få begravningsregler finns
- Färre regler gäller tills vidare för bahá'íerna i Europa, Amerika, Australien, södra Afrika och östra Asien, det vill säga i länder som har andra värderingar och traditioner än de som är vanliga i den muslimska miljö i Mellanöstern där Baha'i-tron uppstod. Enligt Universella Rättvisans Hus ska bahá’íer i Sverige och liknande länder iaktta följande:
  - läsa ett stycke ur Bahá'u'lláhs skrifter (till svenska finns bland annat Sju Dalar, Bahá'u'lláhs Förborgade Ord, Kitáb-i-Íqán (Visshetens Bok) och Axplock ur Bahá'u'lláhs Skrifter översatta) två gånger dagligen, morgon och kväll, samt reflektera (meditera) över innehållet.
  - fasta mellan soluppgången och solnedgången i månaden Upphöjdhet (2 mars – 20 mars).
  - välja att i avskildhet läsa någon av de obligatoriska bönerna varje dag.
  - sedan 2001 ska samtliga lagar om meditation och bön tillämpas i väst, vilket inkluderar upprepandet av Alláh-u-Abhá (Gud, den Allstrålande eller Gud, den Mest Härlige) 95 gånger varje dag, exempelvis med hjälp av ett radband.

På sikt ska emellertid alla regler i Bahá'u'lláhs Kitáb-i-Aqdas införas i hela världen

## Organisation

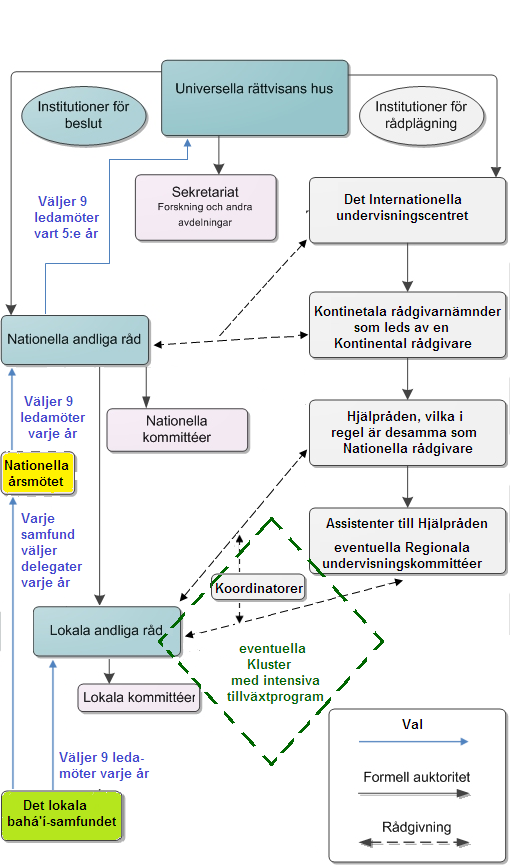
Skiss över den organisatoriska uppbyggnaden, med valda organ till vänster och stödjande institutioner till höger. Något som tillkommit under senare år är att de lokala samfunden bildar s.k. kluster om de vuxit sig tillräckligt starka.

Det Internationella bahá'í-samfundet är en världsomfattande rörelse, en sammanslutning av människor av olika etnicitet, nationalitet, kultur, religiös och social bakgrund, som själva säger sig verka för fred, samarbete och harmoni mellan alla jordens folk. Sedan 1963 leds religionen av Universella Rättvisans Hus (Universal House of Justice) som har sitt världscentra på Karmelberget i Haifa i Israel. Bahá'u'lláh har i sin lagbok Kitáb-i-Aqdas föreskrivit att nio män ska väljas som medlemmar av Universella Rättvisans Hus, och det sker vart femte år. Varför kvinnor inte får väljas till just Universella Rättvisans Hus är inte explicit förklarat i någon av bahá'í-trons heliga böcker. Kvinnor kan dock väljas in i alla andra internationella bahá'í-organ, inklusive de för trons utveckling så betydelsefulla undervisnings- och rådgivarorganen, och även i de nationella andliga råd och lokala andliga råd som leder de nationella respektive lokala bahá'í-samfunden. På varje kontinent finns (än så länge) ett tempel med nio ingångar, "tillbedjans hus", uppmärksammade av omvärlden inte minst för deras ovanliga, futuristiska design. 
Den organisation som bahá'íerna bygger ska inte ses som fullt demokratisk till sin natur, det medger bahá'íerna själva.En sann demokrati kräver att all makt utgår från folket, som bör ha möjlighet att granska och välja mellan olika kandidater eller partier. Universella rättvisans hus väljs inte av alla bahá'í-troende, utan endast av de bahá'íer som sitter i de nationella andliga råden för de olika länderna. Inga valkampanjer får bedrivas inför valen. Och i framtiden ska ett internationellt parlament bestå av varje lands mest bildade och respekterade personer, utsedda av varje lands parlament eller regering. Idag är medlemmarna i Universella rättvisans hus inte ansvariga för dem de representerar: världens bahá'íer. De ska i stället i en anda av bön följa sitt samvete och opartiskt väga fördelar mot nackdelar, övertygade om att Gud vägleder dem under mötet och konsultationerna.
Det internationella undervisningscentret är ett centralt placerat och oerhört betydelsefullt organ eftersom det inte bara leder bahá'í-trons utbildningsverksamhet, och därmed i princip hela verksamheten, utan även är bahá'í-trons underrättelsetjänst. Det samlar in stora mängder information från hela världen om främst de egna medlemmarna för att övervaka "Guds Tros säkerhet" och säkra skyddet av tron och "Guds sak". Det undersöker med hjälp av de kontinentala rådgivarna och deras hjälpråd allt begynnande s.k. förbundsbryteri och tar ställning till om eventuella överträdare bör uteslutas ur tron och överlämnar sådana förslag till Universella rättvisans hus för beslut. Det arbetar för att stärka de troende i att motstå påverkan från opposition, inte bara från omvärlden utan även från medtroende med kritisk läggning, och rycker ut för att bistå nationella och lokala andliga råd att "lösa olika situationer". Det internationella undervisningscentret består av nio medlemmar, med titeln Internationella rådgivare.
Den heligaste platsen, Qiblih dit man vänder sig vid daglig obligatorisk bön ligger där "Bahá" eller "Ljuset" för närvarande befinner sig, det vill säga där Gudsmanifestationen Bahá'u'lláh ligger begravd: Bahjí nära den före detta fängelsestaden Akko vid Medelhavskusten i norra Israel.
Bahá'í finns representerad i nästan alla länder på jorden. Nationella andliga råd på nio personer, som väljs av ett årsmöte av delegater, är det organ som leder och organiserar bahá'í-verksamheten i ett land. Rådet har stöd från bland annat hjälprådsmedlemmar och rådgivare. Varje ort i världen som har nio eller fler vuxna bahá'íer skall bilda Lokala andliga råd – som också består av nio personer och valberättigade/valbara är det lokala bahá'í-samfundets samtliga vuxna bahá'íer (över 21 år). Råden har ordförande, vice ordförande, sekreterare, kassör, eventuellt protokollsekreterare och fyra övriga ledamöter.
Organisationen och administrationen är välutvecklad och spridd till i stort sett alla länder på jorden. Bahá'íer verkar både självständigt och i samarbete med internationella organisationer, särskilt FN och dess olika organ, för fred, nedrustning, ekonomisk utjämning, vetenskaplig utveckling, kvinnors jämställdhet och barns rätt till utbildning. Bahá’í är också vid sidan av de övriga världsreligionerna medlem av Världsnaturfonden. Svenska bahá'í-samfundet samarbetar bland annat med Sida och Forum Syd.

### Verksamhet
Bahá'u'lláhs uppenbarelse handlar inte bara om individens frälsning och inget mer. Detta ses som omöjligt. Bahá'u'lláh gav också en ritning, som sedan har vidareutvecklats, för byggandet av en ny världsordning. Bahá'íerna vet inte exakt vad som kommer att ske eller hur det framtida samhället ska se ut, bara att det är ett världssamhälle med nya demokratiska organ och myndigheter, med lagstiftning och regelverk starkt knutna till positiva värdegrunder som upprätthålls genom nya typer av juridiska system, med andligt inspirerade ekonomiska system i förening. Uppbyggnadsprocessen styrs och vägleds genom bahá'í-institutionerna på ett sätt som enligt de troende kommer att göra det möjligt för samhället att uppnå sitt självförverkligande - gudsriket på jorden. Bahá'íerna betraktar gudsriket på jorden som ett tillstånd som till slut kommer att förverkligas, inte genom ett passivt väntande på att det plötsligt skall inträffa genom ett mirakel, utan som något vi kan utveckla genom många människors samfällda och hängivna ansträngningar under lång tid.De som gör dessa hängivna ansträngningar, känner att de själva tar aktiv del i det största av alla mirakel – förhärligandet av Gud genom ett medvetet accepterande av ansvaret att bli medvetna och kärleksfulla tjänare av mänskligheten. Gud är en gud som ger människan hjälp till självhjälp, individuellt och kollektivt. Efterhand som större och större grupper av människor hittar sätt att förverkliga sina möjligheter att återspegla Guds avbild i sina liv, så kommer också samhället att delta i processen att uppnå sitt självförverkligande.
Institut eller institutioner är centrala begrepp i bahá'í-administrationen, och en institution är inte alltid ett organ inkvarterat i en fysisk byggnad utan ett koncept eller en arbetsmetod. Faktum är att bahá'íerna inte vet hur den gudomliga världsordningen ska se ut. Den kommer att "ta form" eller "utkristalliseras" om de troende "oförskräckt och oförtrutet" anstränger sig för att "tjäna Guds sak"; det administrativa systemet kommer så småningom att visa sin förmåga att betraktas som mönstret för den nya världsordningen av "en desillusionerad mänsklighet". Genom instituten, det administrativa systemet, kan de troende vidareutveckla vad som idag är "embryot till Bahá'u'lláhs världsordning", förklarar Universella rättvisans hus i sin femårsplan från 2010.

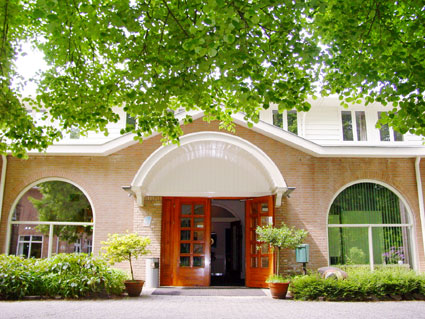
Utbildningscentret De-Poort-Entrance i Groesbeek i Nederländerna.

Kärnaktiviteterna, som utförs över hela världen på lokal nivå, består av barnklasser för 5–11-åriga barn, juniorgrupper för 12–14-åringar, studiecirklar samt andaktsmöten eller regelbundna tillfällen för tillbedjan. När det gäller juniorgrupperna och studiecirklarna är handledarna särskilt utbildade genom att ha genomgått ett antal s.k. ruhi-kurser, och den utbildning som ges till de anmälda juniorerna och studiecirkeldeltagarna sker också med hjälp av ruhi-böcker.  Ruhi-institutet, som arbetar under ledning av det nationella andliga rådet i Colombia, är således centralt för utvecklingen av det gudomliga samhället. Ordet "ruhi" råkar betyda "själ" på persiska, men serien av studiecirklar (som numera omfattar nio böcker) har fått sitt namn efter en av de colombianska bahá'íer som under 1970-talet såg lärande genom aktivt deltagande i studiecirklar som ett sätt att möta behoven av kunskap från tusentals nya medlemmar. Metoden exporterades från Colombia till det världsvida bahá'í-samfundet. Med tiden utvecklades denna form av lärande till ett medel för den långt mer komplexa uppgiften att både förandliga individen och omvandla samhället, dvs två parallella processer samtidigt i utbildningen/lärandet. Detta för att mänsklighetens historia, enligt bahá'í-tron, visar att enbart en förädling av människor misslyckas på grund av samhällets förtryckande krafter och att positiva sociala revolutioner misslyckas beroende på att människorna inte förändrats.
Bahá'í-tron har som nämnts inga präster, men ett kraftigt växande antal administrativa funktionärer. Samfund i storstäder med kranskommuner, i tätbefolkade områden som består av flera kommuner eller samfund i enskilda kommuner som är framgångsrika när det gäller att attrahera människor till bahá'í-tron bildar s.k. kluster – ett geografiskt område där bahá'íerna kan lära och samarbeta kring sina undervisningsaktiviteter. Eftersom klustren har intensiva tillväxtprogram behövs en klusteradministration, och denna består av en regional undervisningskommitté, institutkoordinator, barnundervisningskoordinator, juniorkoordinator och hjälprådsmedlemmar. Alla dessa inrättas eller utnämns av Nationella andliga rådet och Nationella rådgivaren.

## Konsultation

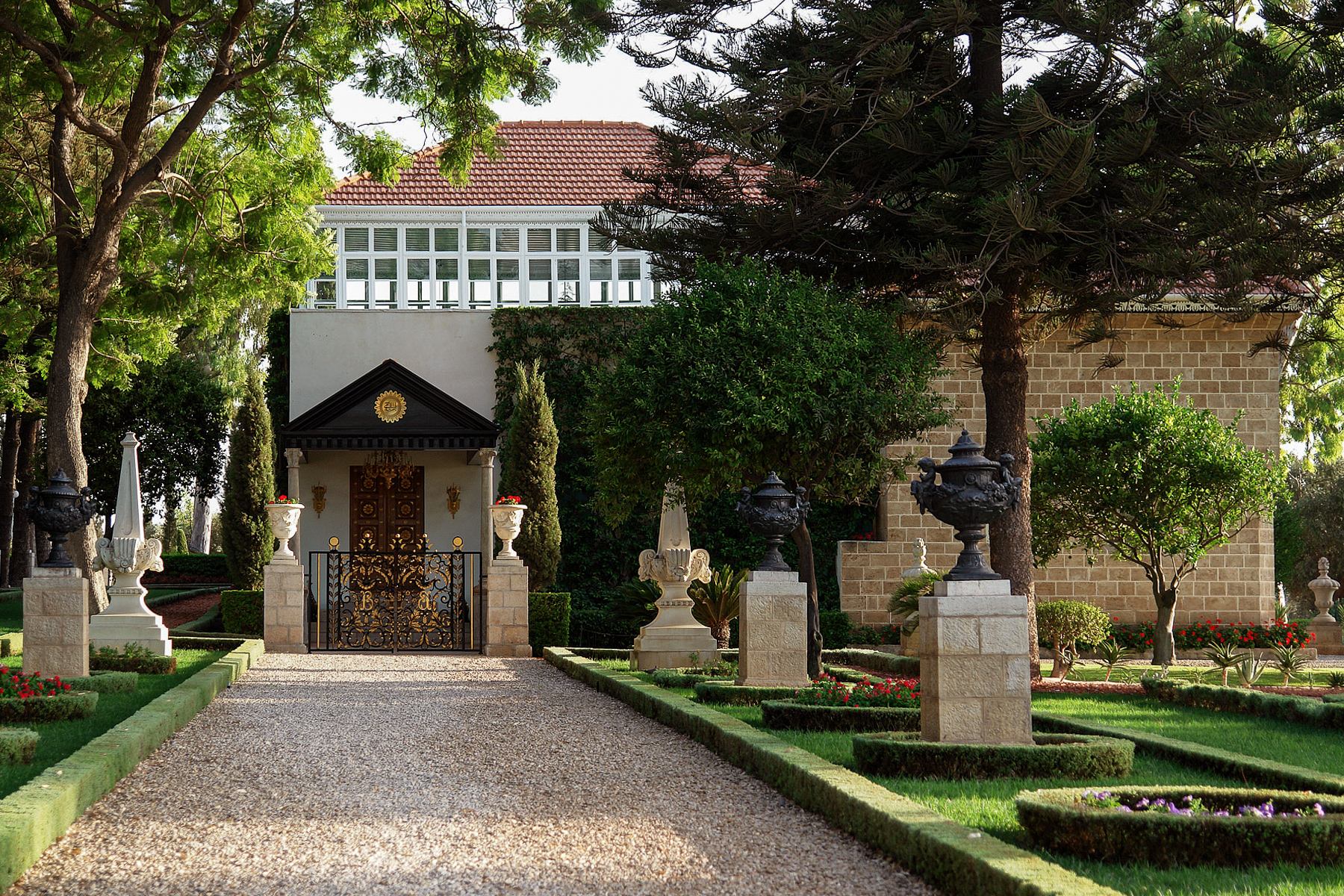
Bahá'u'lláhs gravhelgedom Bahjí utanför Akko, cirka 20 km söder om Haifa i Israel.

Sökande efter lösningar på problem och frågor inom Bahá'í-samfundet kan ske genom en speciell form av överläggning eller rådplägning i sann Bahá'í-anda och med den djupaste respekt för varandra. Eventuella personliga känslor, som agg eller beundran, ska läggas åt sidan. Metoden är utarbetad av 'Abdu'l-Bahá och kallas konsultation, och kräver en del träning och erfarenhet för att fungera smidigt.
Varje deltagare söker sedan aktivt goda lösningar på den eller de frågor som studeras, och var och en ges möjlighet att yttra sig utan att bli avbruten. Det kan vara svårt för den som brukar få idéer av det någon annan säger att hålla tyst, fortsätta lyssna och vänta på sin tur. Det kan även vara jobbigt för den blyge eller för den som är ovan att tala inför andra, men metoden konsultation är personlighetsutvecklande och stärker över tid gruppens förmåga att lösa problem och utveckla idéer. Alla som deltar ska ha underkuvat varje spår av självförhävelse så att alla idéer kan delas och utvärderas i en anda av uppriktighet, tillmötesgående och öppenhet. 
För att deltagarna skall ha rätt inställning till uppgiften inleds en konsultation i allmänhet med bön, och en anda av enhet och kärleksfullhet ska prägla gruppen innan konsultationen startar. Gud antas vara närvarande på samma sätt som Gud lyssnar och eventuellt hjälper under en bön. Deltagarna i konsultationen bortser sedan från personligheterna hos varandra och fokuserar på sakfrågan. En framförd idé har ingen ägare, och det står var och en fritt att komma med förbättringar, tillägg eller helt nya angreppslinjer. Lösningen tillhör gruppen, inte någon individ, och målsättningen är att de beslut som sedan fattas helhjärtat stöds av alla närvarande.

## Viktiga personer och historik

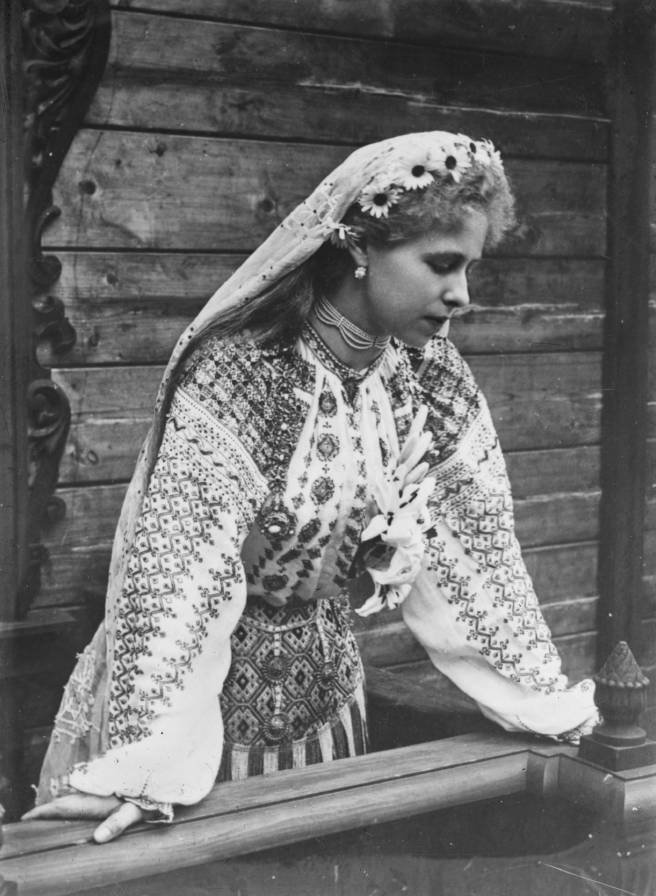
Drottning Marie av Rumänien, en tidig bahá'í-troende.

Bahá'í-tron har sedan starten letts av följande personer eller organ:
- Báb (1844–1852),
- Bahá'u'lláh (1852–1892),
- 'Abdu'l-Bahá (1892–1921),
- Shoghi Effendi (1921–1957),
- Guds Saks Händer (1957–1963),
- Universella rättvisans hus (1963– )

Bahá'í-tron har utvecklats ur profeten Bábs (1819–1850) läror. Báb (född som Sayyid 'Ali Muhammad) sade sig vara ett Guds sändebud med uppdraget att åstadkomma en uppryckning av religionen i hemstaden Shiraz i Persien. Han förberedde även folket för ankomsten av en ännu större gudsman. Han kungjorde sin ställning i maj 1844, och ville bli kallad för Báb (Porten), eftersom han skulle tjäna som ingången till en ny tidsålder. Den snabba spridningen av bábísmen framkallade ett starkt motstånd från prästerskapet och myndigheterna. Tiotusentals bábíer led martyrdöden och Báb själv arkebuserades i juli 1850 efter att ha suttit fängslad i sex år. 

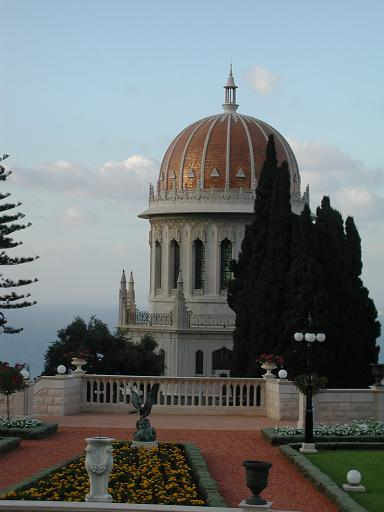
Bábs gravhelgedom på Karmelberget.

"Guds Härlighet" Bahá'u'lláh (1817–1892; född som Mirzá Husayn 'Ali Nurí) kungjorde 1863 sin ställning som Guds budbärare för vår tidsålder och "Den utvalde" som Báb och alla världsreligioner förutspått. Bábísmen omformades till Bahá'í-tron. Enligt Bahá'u'lláh är mänskligheten på väg mot en aldrig tidigare skådad andligt och vetenskapligt högtstående världscivilisation. Hinder som måste övervinnas är nationalism, kapprustning och skevheter i de sociala och ekonomiska systemen. Han skrev brev till världens ledare med budskapet att varje människa på jorden har rätt till utbildning och rättvisa. Bahá'u'lláh uthärdade fängelsevistelser och tortyr samt 40 år av sitt liv i exil. År 1853 utvisades han från hemstaden Teheran till Bagdad, och sedan 1863 vidare till Konstantinopel och Adrianopel i det som idag är Turkiet. Slutligen, 1868, förvisades han till fängelsestaden 'Akká i Palestina.
"Härlighetens Tjänare" 'Abdu'l-Bahá (1844–1921) var Bahá'u'lláhs äldste son, och utnämndes i Bahá'u'lláhs testamente till Bahá'í-rörelsens ledare och uttolkare av Bahá'u'lláhs skrifter. 'Abdu'l-Bahá var precis som sin far fängslad större delen av sitt liv, men några år in på 1900-talet fick han möjlighet att resa till Europa och Nordamerika för att berätta om Bahá'í-tron. När 'Abdu'l-Bahá gått bort övergick ansvaret för det växande internationella Bahá'í-samfundet till dottersonen Shoghi Effendi (1896–1957), som framför allt gav den nya tron en organisering och översatte Bahá'í-litteraturen från arabiska/persiska till engelska. Shoghi Effendi utsåg ingen enskild person som skulle axla ansvaret för tron efter honom. År 1963 inrättades Universella Rättvisans Hus som Bahá'í-trons högsta organ. 

### Förföljelse i Iran och vissa andra länder
Bahá'í har under senare år uppmärksammats för den förföljelse bahá'íerna utsätts för i vissa muslimska länder, framför allt i moderlandet Iran, där den religiösa ledningen aldrig har kunnat acceptera att en tro som lockar människor att lämna islam har utvecklats i deras land. Efter den islamistiska revolutionen år 1979 fastslog konstitutionen att shiaislam är Irans religion. Det iranska Bahá'í-samfundet, som uppskattades till 300.000 individer, tilläts inte, och Bahá'í-tron betraktades som kätteri. Ett vanligt övergrepp idag är att de bahá'í-troende berövas sina hem och ägodelar av kriminella gäng som specialiserat sig på att angripa just bahá'íer eftersom polis och åklagare inte ingriper. Bahá'íer fängslas med jämna mellanrum och vissa avrättas eller bara försvinner. De bahá'í-troende har successivt utestängts från universitet, skolor, sjukhus och alltfler statliga och kommunala myndighetslokaler. Förenta Nationerna (FN) har i upprepade resolutioner kritiserat Iran för förtrycket av bahá'íerna.

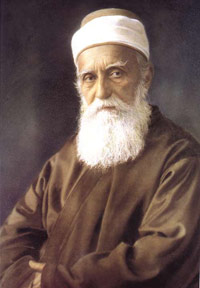
'Abdu'l-Bahá, Bahá'u'lláhs son och uttolkare.

Straffen är hårda för dem som undervisar bahá'íer, även om ingen undervisning i religion sker. Den 18 juni 1983 blev 16-åriga Mona Mahmudnizhad och nio andra Bahá'í-troende kvinnor från Bábs hemstad Shiraz torterade och hängda för att de i hemmet hade undervisat bahá'í-barn som utestängts från vanlig skolgång. Bahá'íer får inte beträda vissa platser eller stadsdelar och kan misshandlas på öppen gata utan att polisen ingriper. Bahá'í-ungdomar är avstängda från all högre utbildning. Situationen har jämförts med de svartas situation i Sydafrika under apartheidlagarna och med judarnas situation i Tyskland under senare delen av 1930-talet.
Sedan den islamistiska revolutionen i Iran 1979 har mer än 200 bahá'íer avrättats eller dödats utan ha begått något annat brott än att vara bahá'í-troende. Hundratals fler har fängslats av samma orsak. Tiotusentals har blivit uppsagda från sina arbeten eller nekade att söka lediga arbeten. De iranska myndigheterna har saboterat för bahá'íer som vill driva egna företag, dragit in pensionerna till gamla bahá'íer och, som nämnts, saboterat unga bahá'íers utbildningsmöjligheter. Bahá'í-samfundets organisatoriska struktur med nationella och lokala råd har förbjudits. Heliga platser, reliker och bahá'í-kyrkogårdar har konfiskerats, vandaliserats eller förstörts, däribland Bábs hus och den byggnad Bahá'u'lláh växte upp i. Mycket av de iranska myndigheternas, och vissa privatpersoners, agerande mot bahá'íerna har en obehaglig likhet med de tyska nazisternas agerande mot judarna i Tyskland. Ett hemlig regerings-pm som avslöjades 1993 hade ett innehåll som bevisar att det finns en slutgiltig lösning när det gäller bahá'í-frågan.

## Skrivsätt, begrepp och betydelse

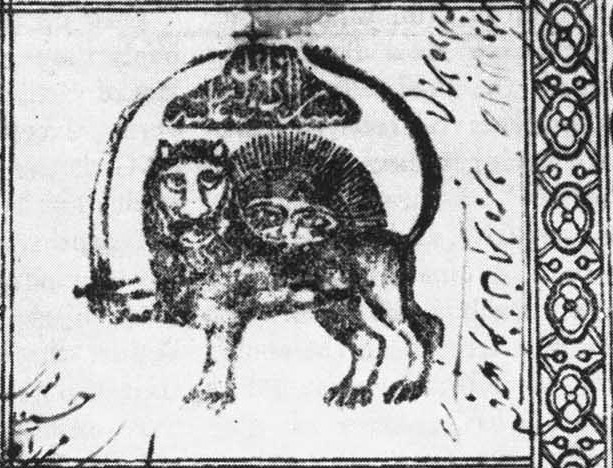
Detalj ur Bahá'u'lláhs pass. Enligt bahá'í-tron ska foton eller porträtt föreställande Báb och Bahá'u'lláh behandlas med respekt.

- Bahá'u'lláh (بهاءالله på arabiska), sammandragning av Bahá-u-Alláh, betyder Guds Härlighet
- Báb (باب på arabiska) betyder Porten
- Bahá (Arab.) betyder härlighet, prakt, strålglans
- Abhá (Arab.) betyder det allra härligaste, det mest praktfulla, en superlativform
- Abhá-riket (Arab.) Guds domäner, även om bahá'íer inte tror på Himlen som en fysisk plats
- Alláh-u-Abhá (Arab.) Hälsningsfras bahá'íer emellan, betyder ungefär I Guds, den Härligastes namn
- Bahá'í (Arab.) betyder den som följer härligheten
- `Abdu'l-Bahá (Arab.) betyder Bahás tjänare
- al-sulh al-akbar är arabiska för Den allra största freden, ett delmål som måste uppnås innan jorden kan ta steget och bli en andlig världscivilisation.
- excommunication är det engelska ordet för bannlysning, att någon bli exkommunicerad från bahá'í-tron. Det är bara ledningen för bahá'í-tron, det vill säga Universella rättvisans hus, som kan ta beslut om att utesluta någon från bahá'í-tron så att denne person inte längre är medlemmar av samfundet. Det tillämpades av Bahá'u'lláh och 'Abdu'l-Bahá på grund av att vissa av deras släktingar försökte ta över ledarskapet eller skada dem. Shoghi Effendi tvingades exkommunicera ett antal personer för att kunna forma Bahá'í till en sammanhållen och självständig religion. Efter Shoghi Effendis död gjorde en ledande bahá'í, Mason Remey, anspråk på att vara Shoghi Effendis successor, ett uppdrag han ansåg att Shoghi Effendi anförtrott honom. Mason Remey var då över 80 år och hans agerande kan mycket väl vara en gammal mans djupa oro över att bahá'í-tron hotades av Shoghi Effendis för tidiga frånfälle. Remey lyckades dock skaffa en växande skara anhängare, främst i Europa, och han och hans anhängare exkommunicerades. Det är enda gången som varken Báb, Bahá'u'lláh, 'Abdu'l-Bahá eller Shoghi Effendi, och inte heller Universella rättvisans hus, utfört exkommuniceringar. I stället var det Guds saks händer – den organisation som styrde tron mellan Shoghi Effendis bortgång 1957 och inrättandet av Universella rättvisans hus 1963 – som bannlyste Remey och hans stödtrupper. För att person ska kunna uteslutas från tron måste hon eller han bevisas vara förbundsbrytare, och om någon misstänks för detta i ett lokalt bahá'í-samfund behöver Universella rättvisans hus hårda fakta från det lokala samfundets Lokala andliga råd. Det har i enstaka fall lett till tråkigheter som ett flerårigt spionage på den misstänkte, utfört i hemlighet av vänner och bekanta bland de lokala bahá'íerna.
- förbund: Bahá'u'lláhs uppenbarelse ledde fram till ett förbund mellan Gud och de bahá'í-troende (och på sikt med hela mänskligheten).
- kluster är en geografiskt-organisatorisk indelning i lagom stora områden så att lokala bahá'í-samfund kan samverka på ett effektivare sätt.
- man yuzhiruhu'llah "Den som Gud skall manifestera. (Eng: "Whom God shall make manifest")
- pionjär är en bahá'í som flyttar till ett land eller en ort för att hjälpa bahá'í-tron att växa.
- shunning är ett engelskt ord och står för att den som expelleras från bahá'í-tron ska undvikas och vara som död för de kvarvarande före detta vännerna i samfundet (ordet används inte av bahá'íer).
- wasi är det arabiska order för efterträdare eller successor.
- Vidád (arab.) betyder kärlek, avslutningsord i brev (Vidád eller Bahá'í Vidád) i stället för till exempel "Med vänlig hälsning" eller "Yours sincerely".